# Keikevers
De keikevers (Psephenidae) zijn een familie van kevers (Coleoptera) in de onderorde Polyphaga.